# Pedro Murúa
Pedro Murúa (San Sebastián, 25 dicembre 1930 – 3 novembre 2019) è stato un hockeista su prato spagnolo.

## Palmarès
- Giochi olimpici

Roma 1960: bronzo.